# SK Lommel
Der K.F.C. Lommelse S.K. (offiziell: Koninklijke Football Club Lommelse Sportkring), im deutschen Sprachraum unter dem Namen SK Lommel bekannt, war ein belgischer Sportverein aus Lommel. Heimspiele trug der Verein seit 1992 im 12.500 Zuschauer fassenden Stedelijk Sportstadion aus.

## Geschichte
Im Jahr 1932 wurde der Verein unter dem Namen Lommelsche S.K. von Spielern des zuvor aufgelösten Lommelsche V.V. gegründet; mit der Aufnahme in den Königlichen Belgischen Fußballverband (KBVB) erhielt der Verein die stamnummer 1986. Fünfzehn Jahre nach der Gründung wurde der Lommelsche S.K. in Lommelse S.K. umbenannt, 1968 erhielt er den Namen K.F.C. Lommelse S.K. Im Jahr 2003 musste der Verein acht Spieltage vor Saisonende Insolvenz anmelden und wurde aufgelöst, nachdem alle Spiele annulliert worden waren und der Verein als erster Absteiger feststand.
Nach der Auflösung wurden die Überreste des Vereins in den K.V.V. Overpelt Fabriek aus Overpelt (stamnummer 2554) integriert; durch die Fusion entstand der Verein K.V.S.K. United Overpelt-Lommel, welcher sich wiederum sieben Jahre später mit dem K.F.C. Racing Mol-Wezel aus Mol verband. Der dadurch entstandene Verein Lommel United wurde 2017 in Lommel SK umbenannt. Er spielt seit der Saison 2005/06 mit Ausnahme der Saison 2017/18, wo er in der 1. Division Amateure spielte, in der Zweiten Division (heute Division 1B).

### Ligazugehörigkeit
Der SK Lommel gehörte vor der Ligenreform im Jahr 1952 der viertklassigen 1. Provinzebene Limburg (1946–1947) und der Dritten Division (1947–1952) an. Mit der Einführung einer vierten nationalen Liga pendelte der Verein zwischen der Vierten Division (1952–1954, 1959–1964, 1967–1971) und der Limburger Provinzebene (1954–1959, 1964–1967, 1971–1978). Im Jahr 1978 konnte man abermals in die Viertklassigkeit aufsteigen, drei Jahre darauf feierte die Mannschaft den Aufstieg in die Dritte Division. 1987 konnte der SK Lommel erstmals seit dem Zweiten Weltkrieg in die Zweit‑, fünf Jahre später sogar in die Erstklassigkeit aufsteigen. Zwischen 1992 und der Auflösung 2003 spielte die Mannschaft mit Ausnahme der Saison 2000/01 erstklassig, beste Platzierung war der fünfte Rang im Jahr 1997. Seit Ende des Zweiten Weltkrieges verbrachte der Verein insgesamt zehn Jahre in der Ersten sowie sechs Jahre in der Zweiten Division.
Im Coupe de Belgique erreichte man im Jahr 2001 nach Siegen über URS Centre (5:0), K. Maasland Maasmechelen (2:0), Eendracht Aalst (2:0), R.A.A. La Louvière (3:0), Sporting Lokeren (3:1) und KRC Genk (2:1 und 1:1) das Finale, wo man mit 0:1 dem KVC Westerlo unterlag. Bereits zwei Jahre zuvor konnte man den Ligapokal gewinnen, als die Mannschaft im Finale Germinal Ekeren mit 2:0 schlug.

### Erfolge
- Belgischer Fußballpokal
  - Finalist: 2001
- Belgischer Ligapokal
  - Sieger: 1998

### Europapokalbilanz
| Saison | Wettbewerb         | Runde        | Gegner                   | Gesamt    | Hin     | Rück    |
| ------ | ------------------ | ------------ | ------------------------ | --------- | ------- | ------- |
| 1997   | UEFA Intertoto Cup | Gruppenphase | Kongsvinger IL           | 1:1       | 1:1 (A) |         |
| 1997   | UEFA Intertoto Cup | Gruppenphase | Halmstads BK             | 1:1       | 1:1 (H) |         |
| 1997   | UEFA Intertoto Cup | Gruppenphase | Turun Palloseura         | 1:1       | 1:1 (A) |         |
| 1997   | UEFA Intertoto Cup | Gruppenphase | FK Hajduk Rodić M&B Kula | 3:2       | 3:2 (H) |         |
| 1998   | UEFA Intertoto Cup | 2. Runde     | Torpedo Kutaissi         | (a)2:2(a) | 0:1 (H) | 2:1 (A) |
| 1998   | UEFA Intertoto Cup | 3. Runde     | Werder Bremen            | 2:5       | 1:3 (H) | 1:2 (A) |

Gesamtbilanz: 8 Spiele, 2 Siege, 3 Unentschieden, 3 Niederlagen, 10:12 Tore (Tordifferenz −2)

## Bekannte Spieler und Trainer
| - Eddy Bembuana-Keve - Frank Berghuis - Bart Biemans - Leo Clijsters (Trainer) - Richard Culek - Dieter Dekelver - Khalilou Fadiga | - Louis Gomis - Wilhelmus Gorter - Stijn Haeldermans - Jos Heyligen (Trainer) - Carl Hoefkens - Walter Meeuws (Trainer) - Marc Nygaard | - Tom Saintfiet - Timmy Simons - Dariusz Szubert - Vít Valenta - Kristof Van Hout - Mirosław Waligóra - Marek Zúbek |